# Mémoires de Fanny Hill, femme de plaisir
Pour les articles homonymes, voir Hill.
Mémoires de Fanny Hill, femme de plaisir (Memoirs of a Woman of Pleasure, en version originale, devenu Fanny Hill en version pirate) est un roman érotique de l’écrivain anglais John Cleland, publié pour la première fois à Londres en 1748-1749.

## Résumé
Les aventures de Fanny Hill, racontée par elle-même, sous la forme de lettres : elle est une jeune fille de la province anglaise, qui arrivant à Londres, en est réduite à faire commerce de ses charmes pour échapper à la pauvreté. Chemin faisant, elle croise de nombreux clients, et l'auteur décrit avec plus ou moins de détails leurs acrobaties sexuelles ainsi que leurs tourments. En fin de compte, elle épouse un aristocrate qui lui pardonne tout.

## Histoire du livre

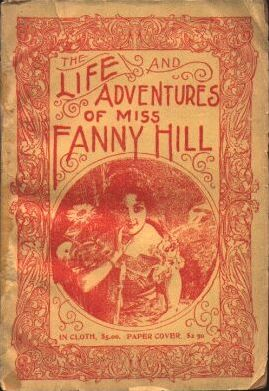
Couverture du livre, 1910.

Publié anonymement sous le titre original de Memoirs of a Woman of Pleasure, en deux tomes, entre novembre 1748 et février 1749 durant le séjour effectué par Cleland à la prison de la Fleet (Londres) pour dettes, par deux frères éditeurs établis sur le Strand, à savoir Fenton et Ralph Griffiths (1720-1803), ce livre est considéré comme le premier véritable roman érotique britannique, ou du moins, l'un des premiers à avoir été interdit pour obscénité sur une aussi longue durée, mais s'inscrit dans une longue tradition, celle des romans mettant en scène la prostitution, les femmes, les clients et leurs mœurs : l'exemple anglais le plus proche est le texte de Daniel Defoe, Moll Flanders (1722), qui inspira sans doute le peintre et graveur William Hogarth. Ce dernier devait connaître Cleland, puisqu'ils avaient en commun un proche ami, l'acteur David Garrick.
Sa publication ne causa pas immédiatement de scandale : la première plainte est déposée en novembre 1749, et pas seulement par l'église anglicane, mais par des ligues vertueuses qui alertèrent le Parlement via une pétition, ce qui conduit l'auteur, l'imprimeur Thomas Parker, et l'éditeur Ralph Griffiths, qui venait de lancer par ailleurs le Monthly Review, devant le juge. Cleland doit renier son œuvre (c'est-à-dire qu'il doit affirmer ne point en être l'auteur et s'engager à n'en tirer aucun bénéfice), puis d'en accepter le retrait du marché et la destruction. Accusés tous trois de corrompre les sujets de Sa Majesté, ils sont quittes pour un avertissement, Cleland ayant justifié son acte par son besoin de rembourser ses dettes, Ralph ayant inventé un frère qui en réalité... n'existe pas et sur lequel il rejette la faute. En cas de récidive, Cleland risquait très gros. Une nouvelle édition est commise en 1750 et cette fois encore, Cleland est convoqué devant le juge mais réussit à démontrer que cette nouvelle version, diminuée de nombreux passages (entre autres relatifs aux relations de mêmes sexes), est en réalité une apologie de la vertu contre le vice : en réalité, c'est Ralph qui avait édulcoré l'ouvrage, et ce, dès 1748, supprimant les passages les plus lestes pour ne pas choquer son imprimeur. Ainsi Cleland réussit à ne pas aller en prison, mais son livre reste tout de même interdit.
Néanmoins, des copies pirates de l'ouvrage avaient été faites depuis février 1749 et c'est ainsi que Fanny Hill commence à circuler sous le manteau durant près de deux siècles. Il finit par arriver aux États-Unis, où il fut interdit en 1821 pour obscénité, et son éditeur, Peter Holmes, fut également traduit en justice. Le qualificatif de pornography est employé à partir de cette période, et non avant.
En 1963, l'éditeur américain G. B. Putnam publia le livre sous le titre John Cleland’s Memoirs of a Woman of Pleasure qui fut là aussi, immédiatement interdit pour obscénité. L'éditeur porta l’affaire devant la justice. Dans une décision de 1966, la Cour suprême des États-Unis finit par édicter que le livre ne méritait pas le qualificatif d’obscène, selon le Roth standard et la même année, le roman peut être vendu dans les librairies américaines de façon non clandestine.
En Angleterre, une nouvelle tentative éditoriale est faite par Mayflower Books en 1963, dirigée par Gareth Powell, l'éditeur londonien de L'Amant de Lady Chatterley de D.H. Lawrence mais se solde par une interdiction qui avait encore cours au début des années 1970.
En définitive, les seules éditions tolérées et illustrées de gravures érotiques, parurent entre la France et la Belgique, en plusieurs langues, entre la fin du XIXe siècle et 1914, mais incluent certaines différences notables avec le manuscrit original, lequel fut entre autres redécouvert par Guillaume Apollinaire et Louis Perceau. Toutes ces éditions illustrées françaises, anglaises, allemandes, etc., étaient vendues par souscription et très rarement dans le commerce. L'édition parisienne d'Isidore Liseux de la traduction d'Alcide Bonneau de 1887 parue illustrée [?] par Paul Avril, dont une en 1907, chez Charles Hirsch (Londres ? 300 ex.), accompagnée de onze héliogravures, reste la plus recherchée.
En 1950, Maurice Girodias publie à Paris chez Obelisk Press une édition comprenant l'ensemble des passages supprimés depuis 1750.
Depuis les années 2000, le texte est disponible numériquement.
En octobre 2012, l'un des très rares exemplaires de l'édition originale de 1749 — il n'existerait qu'un seul exemplaire de celle, expurgée, de 1750, à la British Library — s'est vendu 148 878 dollars chez Christie's New York.

## Adaptations à l'écran
- Fanny Hill (en), (1964), de Russ Meyer.
- Fanny Hill, (1968), de Mac Ahlberg.
- Fanny Hill, (1983), de Gerry O'Hara.
- Paprika, (1991), de Tinto Brass.
- Fanny Hill (1995), de Valentine Palmer.
- Fanny Hill (2007), mini-série réalisée par James Hawes.